# Fredrik Lundberg (journalist)
Lars Fredrik Lundberg, född 30 juni 1970 i Hölö församling i Södermanlands län, är en svensk journalist, affärsman och författare.

## Biografi
Lundberg är uppvuxen i Nyköping. Han gick samhällsvetenskaplig linje vid Tessinskolan och tog studenten 1990. Han har studerat vid Växjö universitet och är filosofie kandidat med inriktning internationell politisk vetenskap och sociologi. Därutöver har han även studerat journalistik vid Uppsala universitet samt språk i Dijon och Madrid.
Lundberg påbörjade sin journalistiska bana 1997 som researcher åt Nyhetsmorgon på TV4. Under sina år på TV4 arbetade han bland annat som reporter och redaktör för Nyhetsmorgon, TV4 Sporten samt Kalla fakta innan han blev redaktionschef och ansvarig utgivare på Kalla fakta 2005. Därefter blev han chef över samhällsredaktionen på TV4 där bland annat Nyhetsmorgon, Kalla fakta, Efter 10, dokumentärer och programmeringen kring de svenska och amerikanska valen ingick
År 2011 övergick han till tjänsten som programdirektör på MTG TV där kanalerna TV3, TV6, TV8 och TV10 ingick. 2015 startade han, tillsammans med Artur Ringart, nyhetssajten News55 med inriktning på svenska 55-plussare.  Lundberg har även grundat HandsUp Stockholm AB, vilket är ett självständigt produktionsbolag för manusskriven film och serie. Bolaget bytte 2021 namn till JEMM Productions. Han är verksam i båda bolagen samt är dessutom aktiv i NFF Nordic Group-koncernen där han är senior rådgivare och styrelseledamot. År 2024 grundades även mediebolagen Relevance Communication där Lundberg är VD.
Därutöver har han skrivit böckerna Happy Hunting (utgiven av Norstedts  år 2014) och Från skott till stek (utgiven av Norstedts år 2015) tillsammans med fotografen Charlie Bennet. Boken Happy Hunting är centrerad kring allt man behöver veta som jägare från hur man tar jägarexamen till olika typer av jakt. Från skott till stek, skriven tillsammans med Kristin Johansson, beskriver bland annat hur man tillagar vilt.
Sedan 2020 är Lundberg även ordförande i Minnesstiftelsen Adams Alsings minne.

## Familj
Lundberg är gift och har fyra döttrar varav de två yngsta är enäggstvillingar. Han är även brorson till den tidigare militären och kommunchefen Peter Lundberg samt kusin med barnprogramsregissören Marie Lundberg.

### Romaner
- 2024 – Tigerns år[1]